# Байкібаш
Байкіба́ш (рос. Байкибаш, башк. Байҡыбаш) — присілок у складі Татишлинського району Башкортостану, Росія. Входить до складу Бадряшевської сільської ради.
Населення — 3 особи (2010; 12 у 2002).
Національний склад:
- башкири — 83 %